# Discomorpha onorei
Discomorpha onorei es una especie de insecto coleóptero de la familia Chrysomelidae.
Fue descrita científicamente en 1998 por Borowiec.